# Championnats de Colombie de cyclisme sur route 1990
Navigation
Championnats de Colombie 1989 Championnats de Colombie 1991
La course en ligne messieurs des championnats de Colombie de cyclisme sur route se déroulent le 22 juin 1990 à Popayán dans le département du Cauca. Les championnats sont sponsorisés par la firme Texaco.

## Programme
- Vendredi 22 juin à 9h00 (locale) :
  - Course en ligne messieurs : 198 km
- Dimanche 1er juillet :
  - Contre-la-montre par équipes dames : 50 km
- Lundi 2 juillet à 9h00 (locale) :
  - Course en ligne dames : 70 km

## Podiums

### Épreuves masculines
| Épreuves        | Or                        | Or | Or             | Argent                           | Argent | Argent | Bronze                          | Bronze | Bronze |
| --------------- | ------------------------- | -- | -------------- | -------------------------------- | ------ | ------ | ------------------------------- | ------ | ------ |
| Professionnels  |                           |    |                |                                  |        |        |                                 |        |        |
| Course en ligne | William Pulido (Postobón) | en | 4 h 48 min 7 s | Óscar de Jesús Vargas (Postobón) | à      | 2 s    | Álvaro Lozano (es) (Pony Malta) | à      | 8 s    |

### Épreuves féminines
| Épreuves                           | Or | Or | Or              | Argent | Argent | Argent | Bronze                                                                              | Bronze | Bronze     |
| ---------------------------------- | --- | -- | --------------- | --- | ------ | ------ | ----------------------------------------------------------------------------------- | ------ | ---------- |
| Course en ligne                    | Adriana Muriel (Ligue cycliste d'Antioquia)                                                           |    |                 | Nelly Alba (Ligue cycliste de Boyacá)                                                                                     |        |        | Rosa María Aponte (Ligue cycliste de Bogota)                                        |        |            |
| 50 km contre-la-montre par équipes | Ligue cycliste de Bogota A Lucila Rodríguez Rosa Emma Rodríguez Rosa María Aponte Gloria Soto Aguilar | en | 1 h 14 min 35 s | Ligue cycliste d'Antioquia - Multioficinas Panasonic Adriana Muriel Rosa Angela Amaya Victoria Molina María Eugenia Gómez | à      | 11 s   | Ligue cycliste de Bogota B Claudia Castillo Claudia Estrada Nelly Alba Sandra Ávila | à      | 3 min 11 s |

## Déroulement des championnats

### 22 juin: la course en ligne messieurs
William Pulido remporte le titre.
La majeure partie des cyclistes professionnels du pays sont présents à Popayán.

Le départ et l'arrivée se font de la Plaza de Caldas (es), face au siège du gouvernement départemental. Les coureurs sont lancés à 9 heures locales. Le circuit proposé est long de neuf kilomètres. Il est à parcourir vingt-deux fois pour une distance totale de cent quatre-vingt-dix-huit kilomètres. La liste des soixante participants est dominée par la présence de Reynel Montoya, triple tenant du titre. Quatre formations sont au départ : les équipes Café de Colombia, Postobón, Pony Malta et Kelme. Les coureurs de cette formation, emmenés par Fabio Parra et les Postobón avec Álvaro Mejía et ce même Montoya prennent cette compétition comme une ultime préparation avant de s'envoler pour la France. Où ils disputeront le Tour qui débute une semaine plus tard. Le championnat bénéficie de la présence de tous les meilleurs compétiteurs colombiens comme Francisco Rodríguez, Alberto Camargo, Luis Herrera et les autres déjà mentionnés. Les grands absents au départ sont Gustavo Wilches, vainqueur du Clásico RCN et du Tour de Colombie plus tôt dans la saison, Pedro Saúl Morales et Ramón Tolosa (es).
Dès avant la moitié de la course, William Pulido s'échappe en compagnie d'Alberto Camargo, de Juan Carlos Castillo et de Rafael Tolosa (es). Ce quartet obtient quasiment quatre minutes d'avance. Il est cependant repris près de la fin. Mais Pulido, de l'équipe Postobón, garde suffisamment de force pour s'imposer. Il devance son coéquipier Óscar de Jesús Vargas de deux secondes et un groupe mené par Álvaro Lozano (es) (Pony Malta) de huit. Celui-ci obtient la médaille de bronze en devançant William Palacio. Pulido succède à son compagnon d'écurie, Reynel Montoya. Ce dernier ayant réalisé une performance anonyme. William Pulido se dit satisfait de sa victoire car la saison 1990 a été particulièrement décevante du point de vue des résultats sportifs.
Classement de la course en ligne messieurs
| \| Classement général \| Classement général \| Classement général \| Classement général \| Classement général \| \| Coureur \| Coureur \| Pays \| Équipe \| Temps \| \| ------------------ \| --------------------- \| ------------------ \| ------------------------ \| ------------------ \| \| 1er \| William Pulido[4] \| Colombie \| Postobón Manzana-Ryalcao \| 4 h 48 min 07 s \| \| 2e \| Óscar de Jesús Vargas \| Colombie \| Postobón Manzana-Ryalcao \| + 2 s \| \| 3e \| Álvaro Lozano \| Colombie \| Pony Malta-Avianca \| + 8 s \| \| 4e \| William Palacio \| Colombie \| Postobón Manzana-Ryalcao \| + 8 s \| \| 5e \| Arsenio Chaparro \| Colombie \| Postobón Manzana-Ryalcao \| + 8 s \| \| 6e \| Alberto Camargo \| Colombie \| Café de Colombia \| + 8 s \| \| 7e \| Héctor Betancur \| Colombie \| Postobón Manzana-Ryalcao \| + 8 s \| |                       |          |                          |                 |
| |                       |          |                          |                 |
| |                       |          |                          |                 |
| Classement général |                       |          |                          |                 |
| Coureur | Coureur               | Pays     | Équipe                   | Temps           |
| 1er | William Pulido        | Colombie | Postobón Manzana-Ryalcao | 4 h 48 min 07 s |
| 2e | Óscar de Jesús Vargas | Colombie | Postobón Manzana-Ryalcao | + 2 s           |
| 3e | Álvaro Lozano         | Colombie | Pony Malta-Avianca       | + 8 s           |
| 4e | William Palacio       | Colombie | Postobón Manzana-Ryalcao | + 8 s           |
| 5e | Arsenio Chaparro      | Colombie | Postobón Manzana-Ryalcao | + 8 s           |
| 6e | Alberto Camargo       | Colombie | Café de Colombia         | + 8 s           |
| 7e | Héctor Betancur       | Colombie | Postobón Manzana-Ryalcao | + 8 s           |

### 1erjuillet: le contre-la-montre par équipes féminin
Le quartet de Bogota, composé des cyclistes Lucila Rodríguez, Rosa Emma Rodríguez, Rosa María Aponte et Gloria Soto Aguilar, s'impose à domicile.
L'évènement, organisée par la Ligue cycliste de Bogota et la Fédération colombienne de cyclisme, a obtenu la participation des ligues d'Antioquia, de Bogota, de Boyacá, de Bolívar, de Tolima et de Risaralda. Les résultats officiels de l'épreuve, courue entre Siberia et Facatativá sont les suivants :
Classement du contre-la-montre par équipes féminin

### 2 juillet: la course en ligne féminine
Adriana Muriel s'impose pour la quatrième année d'affilée.
La compétition se déroule sur un circuit, tracé dans le parc national de Bogota (es). Les compétitrices doivent le parcourir quatorze fois pour une distance totale de soixante-dix kilomètres. Le départ est donné à 9h00.